# Communauté de communes du Val d'Amboise
La Communauté de communes du Val d'Amboise est une communauté de communes française, située dans le département d'Indre-et-Loire et la région Centre-Val de Loire.

## Géographie

### Géographie physique
Située à l'est du département d'Indre-et-Loire, la communauté de communes du Val d'Amboise regroupe 14 communes et présente une superficie de 253,7 km2.

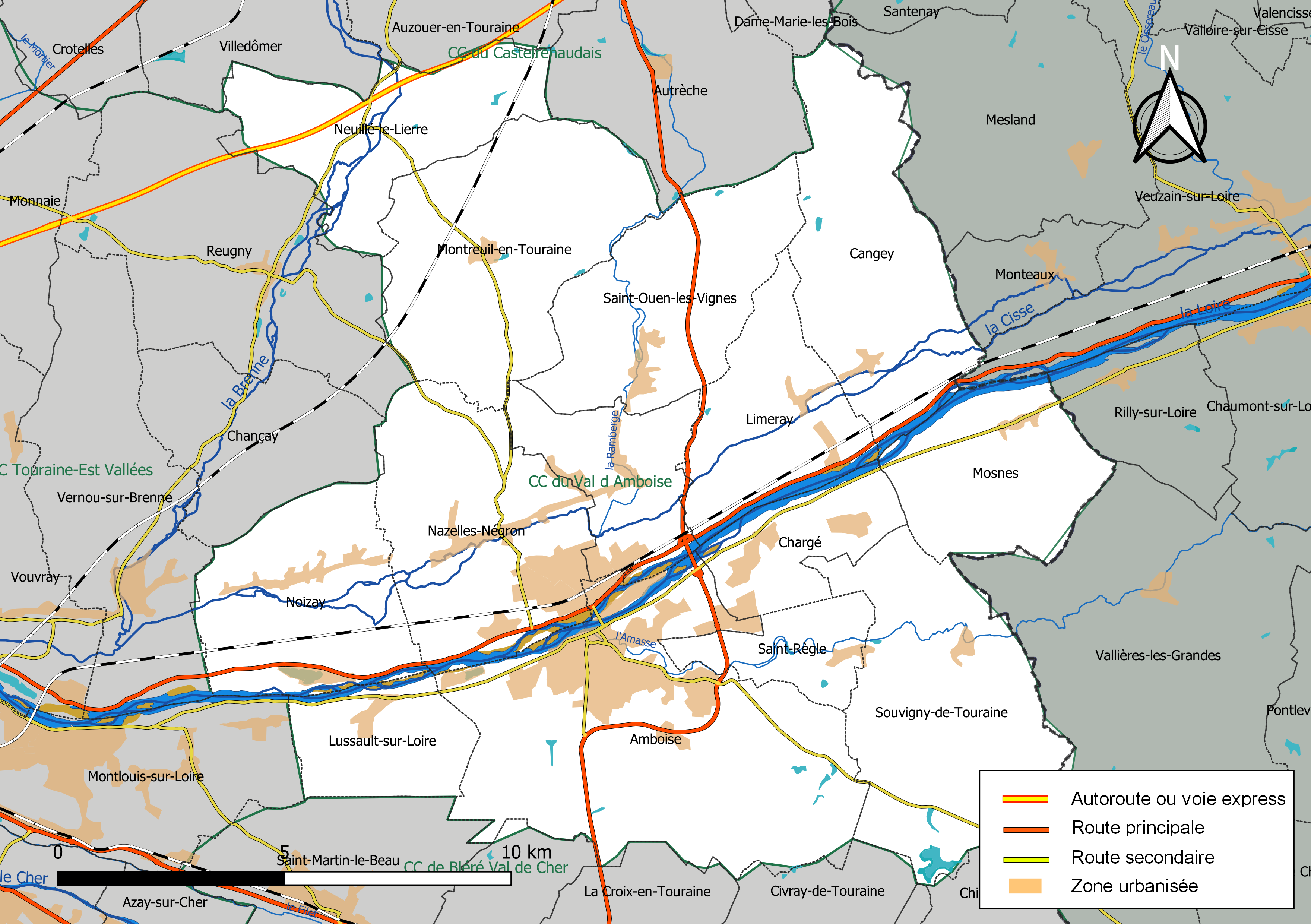
Carte de la communauté de communes du Val d'Amboise au 1er janvier 2019.

### Composition

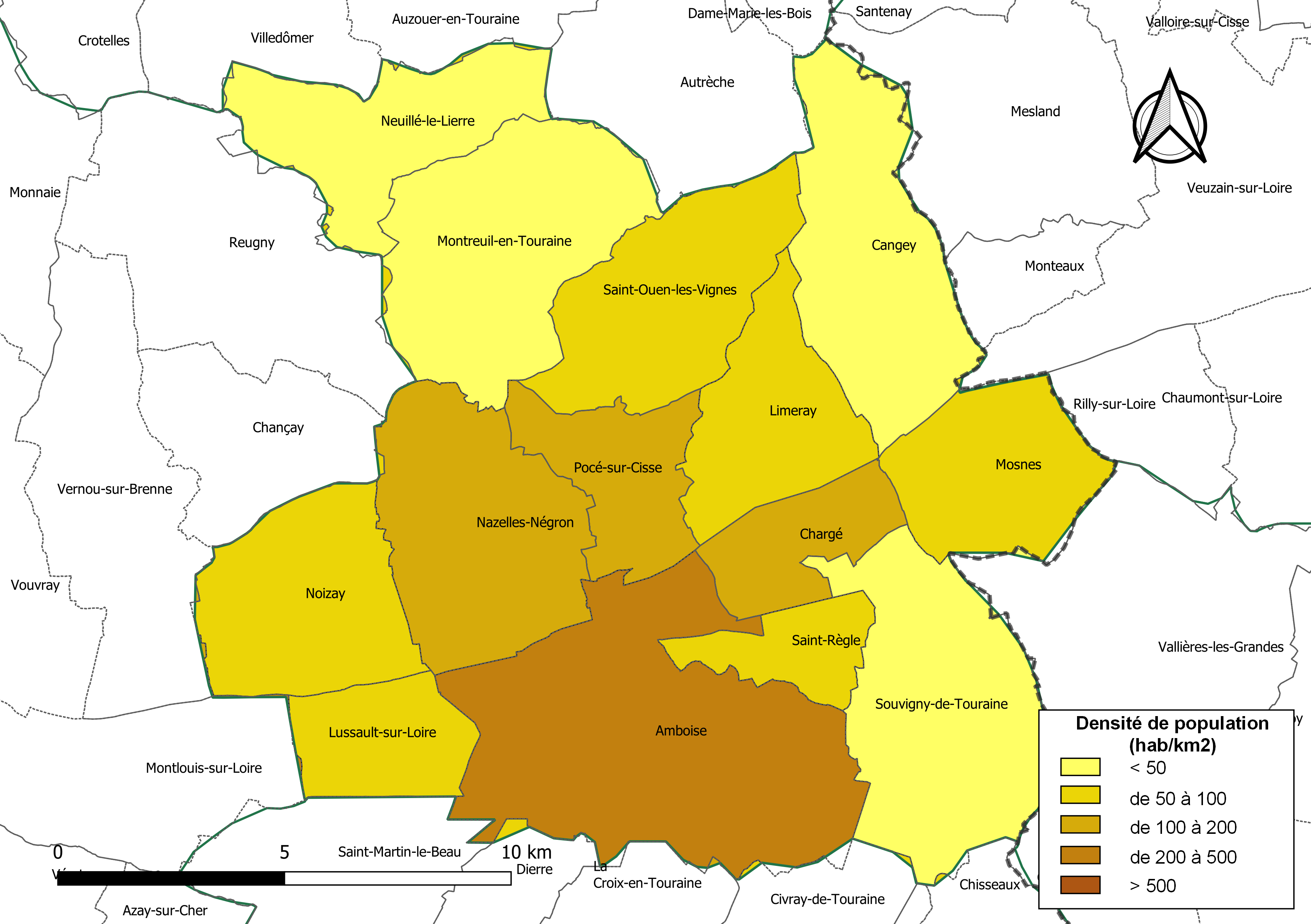
Carte des densités de population (millésimée 2016) des communes de la communauté de communes du Val d'Amboise. Composition en communes au 1er janvier 2019.

La communauté de communes est composée des 14 communes suivantes :

| Nom                     | Code Insee | Gentilé       | Superficie (km2) | Population (dernière pop. légale) | Densité (hab./km2) |
| ----------------------- | ---------- | ------------- | ---------------- | --------------------------------- | ------------------ |
| Nazelles-Négron (siège) | 37163      | Nazelliens    | 22,32            | 3 682 (2022)                      | 165                |
| Amboise                 | 37003      | Amboisiens    | 40,65            | 13 132 (2022)                     | 323                |
| Cangey                  | 37043      | Cangéens      | 22,98            | 1 030 (2022)                      | 45                 |
| Chargé                  | 37060      | Chargéens     | 8,46             | 1 352 (2022)                      | 160                |
| Limeray                 | 37131      | Limeriens     | 14,39            | 1 261 (2022)                      | 88                 |
| Lussault-sur-Loire      | 37138      | Lussaudiens   | 9,36             | 890 (2022)                        | 95                 |
| Montreuil-en-Touraine   | 37158      | Montreuillois | 25,09            | 750 (2022)                        | 30                 |
| Mosnes                  | 37161      | Mosnois       | 14,5             | 815 (2022)                        | 56                 |
| Neuillé-le-Lierre       | 37166      | Novilaciens   | 16,63            | 763 (2022)                        | 46                 |
| Noizay                  | 37171      | Noizéens      | 17,47            | 1 142 (2022)                      | 65                 |
| Pocé-sur-Cisse          | 37185      | Pocéens       | 10,61            | 1 760 (2022)                      | 166                |
| Saint-Ouen-les-Vignes   | 37230      | Audoniens     | 18,55            | 975 (2022)                        | 53                 |
| Saint-Règle             | 37236      |               | 6,49             | 626 (2022)                        | 96                 |
| Souvigny-de-Touraine    | 37252      | Souvignaciens | 26,18            | 391 (2022)                        | 15                 |

## Historique
- 24 décembre 2001 : création de la communauté de communes
- 1er janvier 2014 : fusion avec la communauté de communes des Deux Rives (cinq communes : Limeray, Lussault-sur-Loire, Montreuil-en-Touraine, Mosnes, Saint-Ouen-les-Vignes). La gestion des communes rattachées aux deux anciennes entités restera toutefois différenciée pendant une période transitoire de deux ans, nécessaire à l'harmonisation[3].

## Démographie

### Évolution démographique
| 1968   | 1975   | 1982   | 1990   | 1999   | 2010   | 2015   | 2021   |
| ------ | ------ | ------ | ------ | ------ | ------ | ------ | ------ |
| 17 520 | 20 514 | 22 055 | 23 490 | 24 797 | 27 443 | 28 315 | 28 071 |

### Pyramide des âges
| Hommes | Classe d’âge | Femmes |
| ------ | ------------ | ------ |
| 0,9    | 90 ans ou +  | 2,3    |
| 8,1    | 75 à 89 ans  | 10,5   |
| 18,9   | 60 à 74 ans  | 19,8   |
| 20,7   | 45 à 59 ans  | 19,6   |
| 18,9   | 30 à 44 ans  | 19,8   |
| 14,8   | 15 à 29 ans  | 13,5   |
| 18,8   | 0 à 14 ans   | 16,3   |

| Hommes | Classe d’âge | Femmes |
| ------ | ------------ | ------ |
| 0,9    | 90 ans ou +  | 2,1    |
| 7,6    | 75 à 89 ans  | 10,1   |
| 16,9   | 60 à 74 ans  | 17,8   |
| 20,1   | 45 à 59 ans  | 19,3   |
| 18,1   | 30 à 44 ans  | 17,3   |
| 18,2   | 15 à 29 ans  | 17,4   |
| 18,2   | 0 à 14 ans   | 16,1   |

## Organisation

### Siège
Le siège de la communauté de communes se trouve au 9 bis rue d'Amboise à Nazelles-Négron.

### Élus

#### Présidents de la communauté de communes
| Période      | Période                      | Identité        | Étiquette       | Qualité                                  |
| ------------ | ---------------------------- | --------------- | --------------- | ---------------------------------------- |
| 2001         | avril 2008                   | Pierre Bordier  | PS              | Maire de Nazelles-Négron (1991 → 2008)   |
| avril 2008   | avril 2014                   | Claude Courgeau | DVG             | Maire de Pocé-sur-Cisse (1989 → )        |
| avril 2014   | juillet 2020                 | Claude Verne    | DVG             | Conseiller municipal d'Amboise (2014 → ) |
| juillet 2020 | juin 2023                    | Thierry Boutard | LR              | Maire d'Amboise (2020 → 2023)            |
| juillet 2023 | En cours (au 6 juillet 2023) | Yves Aguiton    | DVG (Soc. ind.) | Conseiller municipal d'Amboise (2023 → ) |

#### Conseil communautaire
Le conseil communautaire de la communauté de communes se compose de - conseillers pour la mandature 2020-2026,  répartis comme suit :
| Nombre de conseillers | Communes                  |
| --------------------- | ------------------------- |
| 16                    | Amboise                   |
| 4                     | Nazelles-Négron           |
| 2                     | Pocé-sur-Cisse            |
| 1                     | Les 11 communes restantes |

### Compétences
- Aménagement de l'espace communautaire
- Développement économique
- Protection et mise en valeur de l'environnement
- Petite enfance - Accueil des enfants de moins de 3 ans
- Culture
- Politique du logement social d'intérêt communautaire et action, par des opérations d'intérêt communautaire, en faveur du logement des personnes défavorisées
- Voirie

### Sources
- Le splaf - (Site sur la Population et les Limites Administratives de la France)
- La base aspic - (Accès des Services Publics aux Informations sur les Collectivités)